# زتا خرچنگ
زتا خرچنگ یک ستاره است که در صورت فلکی خرچنگ قرار دارد.